# Арагонська Корона
Араго́нська Коро́на (лат. Corona Aragoniae; ісп. Corona de Aragón; араг. Corona d'Aragón; кат. Corona d'Aragó) — монархічне державне утворення в Європі, що існувало у 1162—1716 роках на північному сході Піренейського півострова. Займала територію сучасної північно-східної Іспанії. Постала в результаті матримоніального союзу між графом Барселони Рамоном-Беренгером IV та королевою Арагону Петронілою (1137). Була певним типом конфедерації Арагонського королівства і графства Барселони, до якої пізніше було включено інші держави та території. У цьому сенсі, Корону Арагону не слід плутати із будь-якою з її складових частин, як наприклад Арагонське королівство, що дало ім'я цьому союзу. Керувалася королями, що носили титул арагонських королів і барселонських графів. Столицею було місто Сарагоса.
У XIV—XV століттях, на піку своєї могутності, Арагонська корона була найсильнішою морською державою, що контролювала землі східної Іспанії (Валенсія) і південної Франції, а також свою розлогу «середземноморську імперію» — Балеарські острови, Сицилію, Корсику, Сардинію, Мальту, Південну Італію (з 1442) і частину Греції (до 1388). Залежні території мали широкі самоврядні права. Офіційною мовою була латина, але широко вживалися арагонська, кастильська, каталонська, сицилійська, окситанська, грецька, неаполітанська. 1469 року, внаслідок династичного шлюбу католицьких королів, об'єдналася з Кастильською Короною, утворивши королівство Іспанія.
Титул Арагонської корони в числі додаткових титулів використовувався іспанськими монархами до 1716 року, коли їх було скасовано декретами Нуева-Планта, внаслідок поразки претендента на трон, якого підтримували колишні держави, що складали Корону Арагона, у Війні за іспанську спадщину. Фактично перестала бути самостійною державою ще за правління Філіпа II. Остаточно ліквідована 1716 року за наказом іспанського короля Філіпа V після війни за іспанську спадщину.

## Назва

### Назви королівства
У 1289 році, під час проведення засідання арагонського парламенту у місті Монсоні (ісп. Monzón, кат. Corts de Montsó), ті території, які входили до Арагонського королівства офіційно було названо Corona Reial (Королівська корона), Ceptre Reial (Території під королівським скіпетром) та Corona d'Aragó i de Catalunya (Короною або Королівством Арагону та Каталонії). Від XIV ст. вживалися коротші назви — Corona d'Aragó (Арагонська корона), regnes d'Aragó (Арагонські королівства) або просто Aragó (Арагон).
У сучасні часи для позначення цього середньовічного королівства побутують також назви Confederació catalanoaragonesa (Каталонсько-арагонська конфедерація), Corona catalanoaragonesa (Каталонсько-арагонська корона або королівство) та Catalunya-Aragó (Каталонія-Арагон).

### Титули суверенів
Хоча король Арагону Раміро ІІ і передав графу Барселони Рамону Барангеру IV владу над Арагоном, що засвідчила клятва вірності арагонської шляхти графові Барселони, Рамон Барангер IV не носив титул короля Арагону, але офіційно називався князем і володарем Арагону.
Його наступники, починаючи з його сина Альфонсо ІІ (1162 р.), носили титул король Арагону і граф Барселони, до якого додавалися титули на позначення нових земель, що входили до складу Арагонського королівства.

## Опис

Герб Арагонської корони

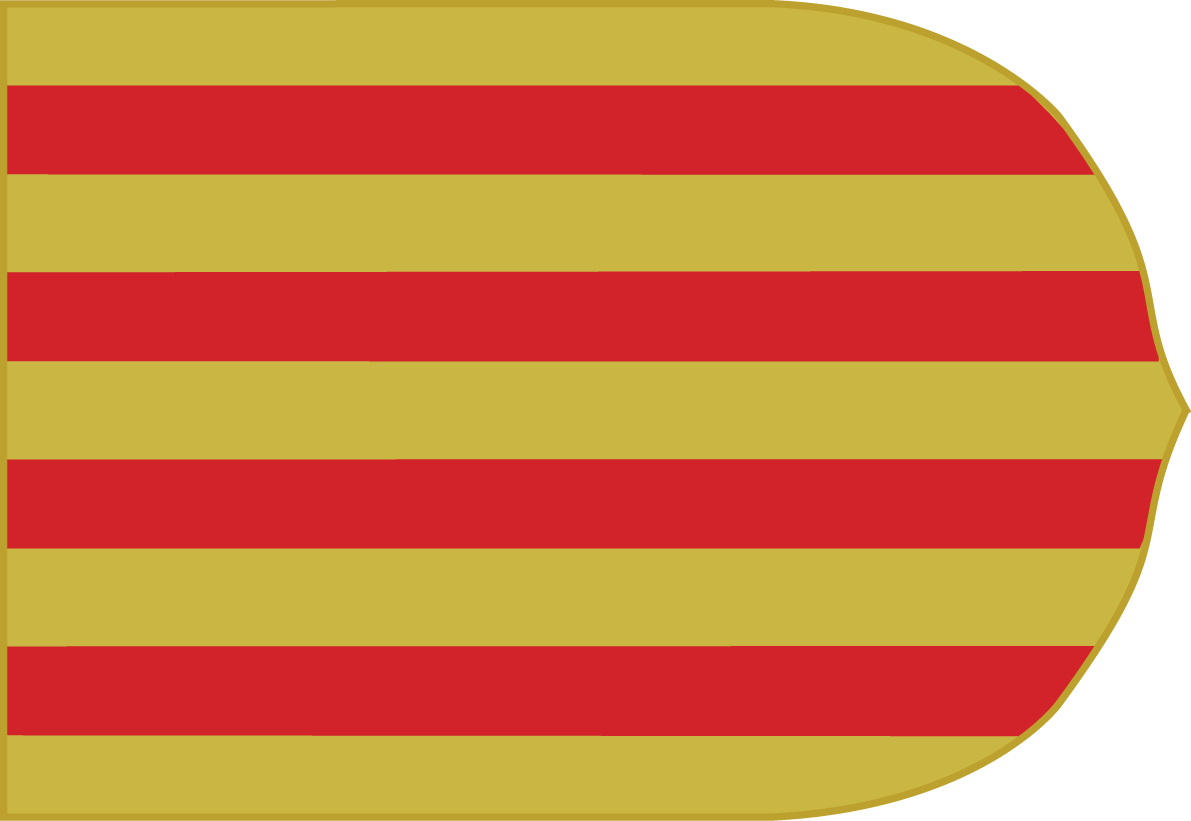
Прапор Арагонської корони

Провідними економічними центрами Корони Арагону були Барселона й Валенсія. Політичним центром була Сарагоса, де у соборі Сан-Сальвадор («Ла Сео») коронувались королі. Місто Пальма на острові Майорка, було ще одним важливим містом і морським портом корони.
Зрештою Корона Арагону включала до свого складу Арагонське королівство, Каталонське князівство, Валенсійське королівство, Майорканське королівство, Сицилійське королівство й Мальту, Сардинське королівство, а також на деякий період — Прованс, Неаполітанське королівство, Неопатрійське та Афінське герцогства.
Країни Піренейського півострова, починаючи з 722 року, провели багато часу у періодичній боротьбі, що отримала назву Реконкіста. Це була боротьба північних християнських королівств проти дрібних мусульманських тайф на півдні півострова, а також одна проти одної.
У пізньому середньовіччі, південна експансія Арагонської корони зустрілась із Кастильським просуванням на схід в районі Мурсії. У зв'язку з цим, подальша Арагонська експансія сконцентрувалась на Середземномор'ї, діючи в напрямку Греції та Берберії. Знамениті легкі піхотинці з територій Арагону — альмогавари, в якості найманців брали участь у створенні цієї середземноморської імперії, а надалі змогли знайти собі місце як найманці у всіх країнах південної Європи.
Є думка (зафіксована, наприклад, у «Llibre del Consolat del Mar», написаній каталанською мовою, одному з найстаріших зводів морських законів у світі), що Корону Арагону слід вважати імперією, що правила Середземномор'ям упродовж століть, розповсюджуючи свою владу усім морем. Дійсно, в зеніті своєї могутності, вона була однією з основних сил в Європі.
Втім, її різні території були слабо пов'язані між собою, що суперечить традиційним уявленням про імперію. Сучасний дослідник маркіз де Лозоя визначає Арагонську корону скоріше як конфедерацію, аніж централізоване королівство, не кажучи вже про імперію. У жодному офіційному документі не зустрічається слово «імперія» (Imperium або споріднений термін), вона вважалась династичним союзом окремих королівств.

## Історія

### Укладення союзу Каталонії і Арагону в 1137 році
Головні статті: Арагонське королівство, Барселонське графство

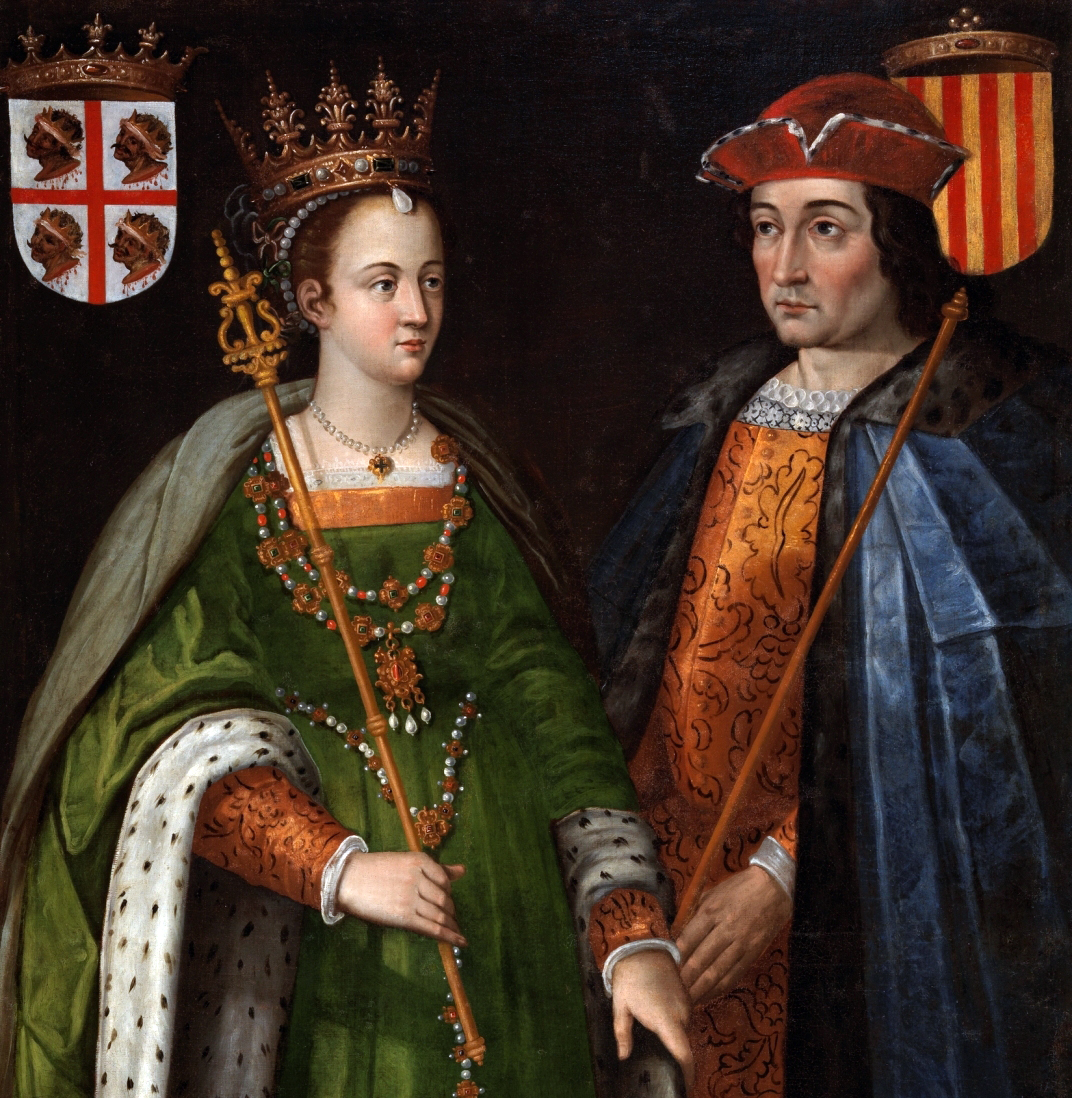
Петроніла, королева Арагону і Рамон Баранґе IV, граф Барселонський. Портрет 1634 року. Музей Прадо

Арагонська «імперія» заснована в 1137 році, коли Арагонське королівство і Барселонське графство об'єднались династичним союзом, через укладення шлюбу між графом Барселони Рамоном Беренгером IV та королевою Арагону Петронілою Арагонською. Цей союз вже у XIV ст. буде підтверджено Педро IV Арагонським Церемонним  (арагонською Pietro IV d'Aragón lo Zeremonioso, кат. Pere IV d'Aragó el Cerimoniós). Сам Рамон Баренгер IV обрав для використання титул володаря Арагону, оскільки це було більш престижно, ніж титул барселонського графа. Саме тому з 1162 року барселонська графська лінія офіційно перестає існувати: син Рамона вже називався королем Арагону, а не графом Каталонії. Незважаючи на це, Каталонія та Арагон зберегли всі свої традиційні права: зокрема у Каталонії було збережено один з перших парламентів у Європі (який виник трохи згодом) — «Кортс каталанас» (кат. Corts catalanes): вперше, як представницький орган дворянства, духівництва та містян він зібрався 1289 року. Каталонський парламент було визнано офіційним органом у 1359.
За часів правління Рамона Баранге IV було завойовано Льєйду та Туртосу, тобто завершилося об'єднання всієї території, яка охоплює сучасну Каталонію. Ця територія включала землі на південний захід від історичної Іспанської Марки, і стала відома як Нова Каталонія. Каталонці заселили ці нові землі до кінця XII ст.
Син Рамона Беренгера IV та Петроніли Арагонської — Альфонсо II зійшов на віднині спільний трон у 1162 році. Усі землі, якими він правив почали називати Короною Арагону для більшого престижу титулу.

### Арагонське королівство

Арагонська корона на вершині своєї могутності у 1380—1443 рр

Протягом кількох наступних століть Арагонське королівство стає однією з найголовніших держав у Європі, великою морською імперією, володіння якої знаходилися головним чином у Західному Середземномор'ї, включаючи захоплену Валенсію, Балеарські острови, Сардинію, а також Сицилію, якою арагонські королі керували завдяки династичному союзу.

Альфонсо II, використовуючи сприятливі обставини, спробував завоювати Валенсію, але можливість було втрачено, коли Санчо VI Наваррський вторгся в Арагон. Для забезпечення подальшого захисту арагонських кордонів Альфонсо II підписав Касорлську угоду з королем Кастилії Альфонсо VIII. Ця угода також визначала перспективу подальшого розширення держав: королям Арагону відходила Валенсія, Мурсія — Кастилії.

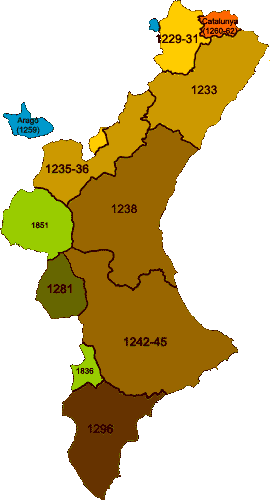
Завоювання Валенсії під час реконкісти

Окрім того, Арагонським королівством провадилася політика зміцнення своєї влади у Провансі, однак 1213 року короля Педро II Арагонського Католика (кат. Pere II d'Aragó el Catòlic, арагонською Pietro II d'Aragón lo Catolico) було вбито у битві при Муреті і цей «політичний проект» було забуто. Його наступник Хайме І Арагонський 1227 року завершив об'єднання свого успадкованого королівства та розпочав нові завоювання. За наступні 25 років саме він завоював Майорку та значну частину Валенсійського королівства. З Корбейською угодою 1258 року, що базувалась на принципі природних кордонів, французькі претензії на Каталонію зійшли нанівець. Головною її умовою було припинення арагонського впливу на північ від Піренеїв. Хайме I усвідомлював, що трата сил та енергії у спробах утримати спірну з Францією територію може закінчитись тільки катастрофою. У січні 1266 року він узяв в облогу і захопив Мурсію, заселивши її своїми людьми, переважно каталонцями, а потім повернув Мурсію Кастилії відповідно до Касорлської угоди.
Завдяки королю Майорки Хайме II, Майорка, разом із графствами Сердінія, Руссільйон та сеньйорією Монпельє, зберігали свою незалежність із 1276 до 1279 року, ставши після цього васалом Корони і 1344 року увійшовши до складу Корони Арагону.
Королівство Валенсія, яке було нещодавно засновано на базі мавританської тайфи, стало третім членом Корони (правовий статус Майорки все ж відрізнявся від статусу Арагону, Каталонії та Валенсії).
У 1282 сицилійці повстали проти Анжуйської гілки дому Капетингів, перебивши в ході Сицилійської вечірні весь французький гарнізон. За п'ять місяців по тому Педро III Арагонський приймає пропозицію повстанців прийняти корону Сицилії, висаджується у Трапані, де зустрічає теплий прийом. Профранцузьки налаштований папа Мартин IV відлучив Педро III від церкви, проголосивши його скинутим і запропонував королівство Арагон Карлу Валуа, сину французького короля Філіпа III. Почався довгий етап боротьби за володіння короною Сицилійського королівства.
Коли Педро III вирішив не розповсюджувати дію арагонських фуерос у Валенсії, представники міст і знаті зібрали кортеси в Сарагосі й зажадали від короля підтвердження своїх привілеїв. Король підтвердив їх 1283 року. Після чого виник союз для захисту традиційних вольностей — Арагонська унія, яка започаткувала посаду хустісьї, що виконував роль посередника між королем та арагонською знаттю. З усіх спірних питань рішення хустісьї було обов'язковим. Король зобов'язався скликати кортеси не рідше одного разу на рік і радитись із ними з усіх поточних справ. Його син і наступник Альфонс III (кат. Alfons el Franc) завоював Менорку, а другий син Педро III — Хайме II, який спочатку став володарем Сицилії, а потому, після свого старшого брата, став королем Арагону, завоював Сардинію і завершив завоювання усіх земель королівства Валенсії. Саме за Хайме ІІ (кат. Jaume II d'Aragó el Just) Арагон досягнув піку розвитку у Середньовіччі. За грантом папи Боніфація VIII для Хайме II, королівства Сардинії та Корсики були приєднані до Корони 1297 року, хоча до того моменту вони вже понад століття перебували під контролем Арагонської корони.

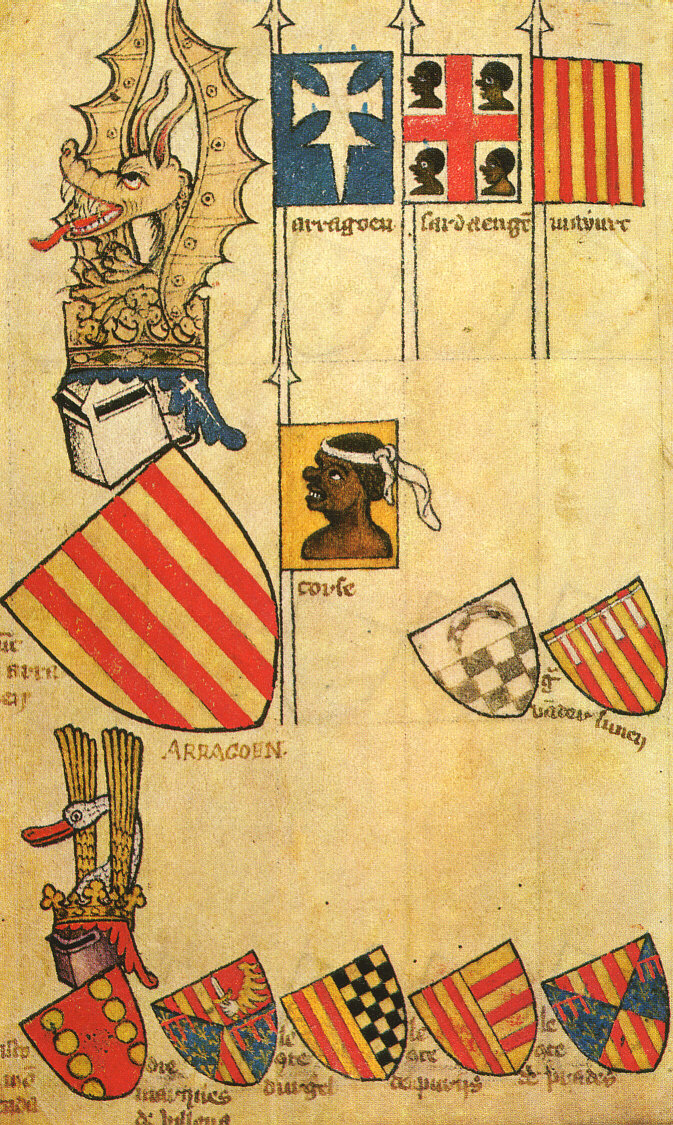
Герби держав, підпорядкованих Арагонській короні. Голландський гербовник кінця XIV — початку XV століття

Після одруження Педро IV з Елеонорою Сицилійською 1381 року, під владу Корони перейшли герцогства Афінське та Неопатрійське. Утім, грецькі володіння невдовзі відійшли Неріо I Аччаюолі, у 1388 році, а Сицилія на період з 1395 до 1409 року відійшла до рук Мартина I Молодшого. У 1442 році Неаполітанське королівство було завойовано Альфонсо V Арагонським.
Однак у другій половині XIV ст. сталося кілька подій, які мали важливе значення для історії Корони Арагону: кілька природних катастроф, демографічна криза, застій та занепад каталонської економіки та зростання соціального напруження. Царювання Педро IV Церемонного стало періодом воєн: було анексовано Майорку, придушено повстання у Сардинії, сталося повстання «арагонських уніоністів» (рух в Арагоні, який виступав за збільшення прав місцевої громади у досить централізованому Арагонському королівстві) і, що найголовніше, розпочалася війна з Кастилією. Окрім складної фінансової ситуації, ці події спровокували й кризу престолонаслідування, оскільки після смерті Мартина І Гуманного (кат. Martí I l'Humà, арагонською Martín I l'Umanista) у 1410 р. наступника не залишилося. За два роки було вирішено, завдяки компромісу в місті Касп, що королем стане Фернандо Антекера з кастильської династії Трастáмара, після коронації названий Фернандо І Арагонським (кат. Ferran I d'Aragó el d'Antequera, ісп. Fernando I de Antequera, арагонською Ferrando І d'Antequera).
Наступник Фернандо, Альфонсо V Великодушний (кат. Alfons V el Magnànim, ісп. Alfonso V el Magnánimo, арагонською Alifonso V lo Magnanimo), знову вирішив розширити межі свого королівства за рахунок Неаполітанського королівства, яке він остаточно підпорядкував у 1443 р. У той самий час, проте, він погіршив соціальну кризу в Каталонії, як у сільській місцевості, так і в містах. Результатом цих процесів у 1462 р. стали селянські повстання проти тиску аристократії, що, зрештою, призвело до десятирічної громадянської війни, яка виснажила країну. Під час повстань у 1493 р. Франція формально анексувала графства Русільйон та Сарданью (як її південну частину, так і північну). Однак Фернандо II Арагонський Католик (кат. Ferran II d'Aragó el Catòlic, ісп. Fernando II de Aragón el Católico, арагонською Ferrando II d'Aragón lo Catolico) зрештою у 1486 р. вирішив основні проблеми повсталих селян, реформував каталонські органи управління, без війни повернув північні каталонські графства, а також зробив інтенсивнішою свою італійську політику.

### Утворення Валенсійського та Майорканського королівств

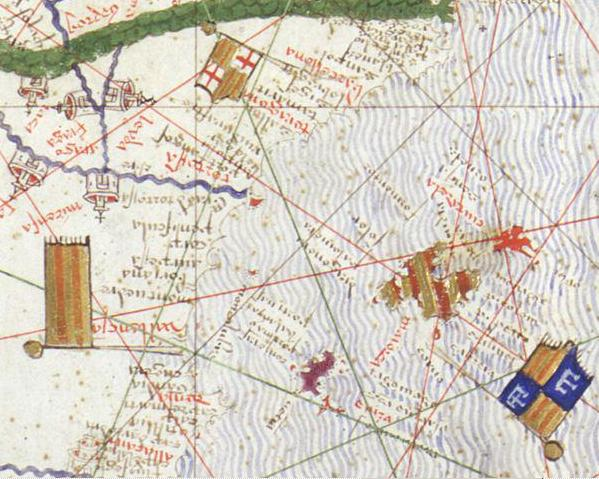
Каталанський атлас (Atles Català) на якому зазначено кордони Арагонського королівства, вкл. Каталонію, Арагон, Валенсію та Мальорку, 1375 р.

Валенсія стала новою державою, третім королівством, пов'язаним з «Короною Арагону», зі своїм власним судом і новою юридичною системою (кат. фус, furs, тобто закони для щойно створеного королівства). З іншого боку, Майорка разом з графствами Сарданьєю та Русільйоном, а також місто Монпельє утворили окреме Майорканське королівство, яке перейшло у спадок сину Хайме І Арагонського Хайму ІІ Майорканському (кат. Jaume II de Mallorca). Цим поділом розпочався період боротьби, який було закінчено анексією Майорканського королівства Арагонською Короною у 1344 р. Педро IV Церемонним (кат. Pere IV d'Aragó el Cerimoniós, арагонською Pietro IV d'Aragón lo Zeremonioso).
Слід відзначити, що управління володіннями Корони за межами Іберійського півострова та Балеарських островів здійснювалось намісниками з місцевої еліти, а не будь-яким централізованим урядом. Вони скоріше були економічними складовими Арагонської корони, аніж політичними. Король був зацікавлений домовлятись про нові королівства, а не просто розширювати межі королівств, що вже існували. Це була частина боротьби за владу, коли королівським інтересам було протиставлено інтереси місцевого дворянства. Цей процес, притаманний також і іншим європейським державам, успішно перекочував із середньовіччя у сьогодення. Новим територіям, що дістались від маврів, таким як Валенсія та Мальорка зазвичай надавались фуерос, як інструмент самоврядування. З метою обмеження влади дворянства у нових надбаннях, й у той самий час, схилити їх до союзу з монархом. Такий самий курс провадило сусіднє Кастильське королівство, обидва королівства сприяли Реконкісті, даруючи самоврядування містам і територіям, замість того, щоб віддавати нові території у владу дворянства.

### Союз Арагонського і Кастильського королівств

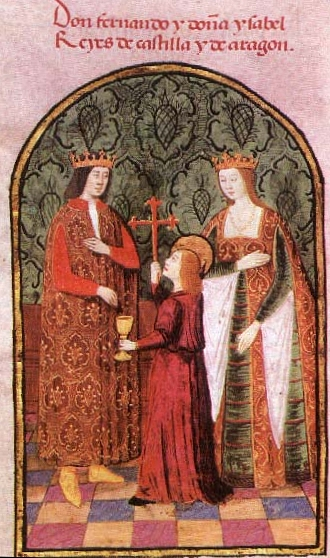
Католицькі королі — Фердинанд Арагонський та Ізабелла Кастильська

У 1410 король Арагону Мартин I помер, не залишивши спадкоємців. В результаті чого, за Компромісом Каспе, Фердинанд з Антекери з кастильської династії Трастамара, займає престол Арагону як Фернандо I.
Надалі, його онук — король Фернандо II Арагонський поверне Короні північне каталонське графство Руссільйон, колись втрачене на користь Франції, й Наваррське королівство, що також раніше належало Арагонській короні, але втрачене через внутрішні династичні суперечки.
У 1469 р. Фернандо одружується з Ізабеллою Кастильською (кат. Isabel I de Castella la Catòlica, ісп. Isabel I de Castilla la Católica), таким чином створюється династичний союз Арагону і Кастилії. У 1516 р. обидва королівства було формально сполучено в єдиному Королівстві Іспанії, але кожне колишнє королівство зберігало власні політичні установи, судочинство, закони, а також провадило випуск власних грошей.
Цей династичний союз став відправною точкою в історії Королівства Іспанія. Попри це, Кастильська й Арагонська корони залишались окремими територіями, де зберігались власні державні установи, парламенти й закони. Процес злиття завершив тільки Карл I, до 1516 року об'єднавши усі королівства Іберійського півострова (окрім Португалії) під однією короною, таким чином сприяючи утворенню іспанської держави, хоч і децентралізованої на той період.
Відкриття Америки Христофором Колумбом під час експедиції, яку було споряджено на іспанські гроші, призвело до зміни центру європейської економіки з Середземномор'я до Атлантики. Це відчутно зменшило економічну та політичну важливість більшості земель Арагонського королівства, особливо Каталонії. Натомість Валенсія почала розвиватися швидше. Кастилія й Арагон були окремими державами до 1716 р. Цікаво те, що американські колонії були саме кастильськими, до 1778 р. м. Севілья було єдиним портом з дозволом торгувати з Америкою, отже Арагон, Каталонія та Балеари не змогла використати колонізацію Америки для свого економічного розвитку.

### Скасування автономії та привілеїв земель Арагонського королівства

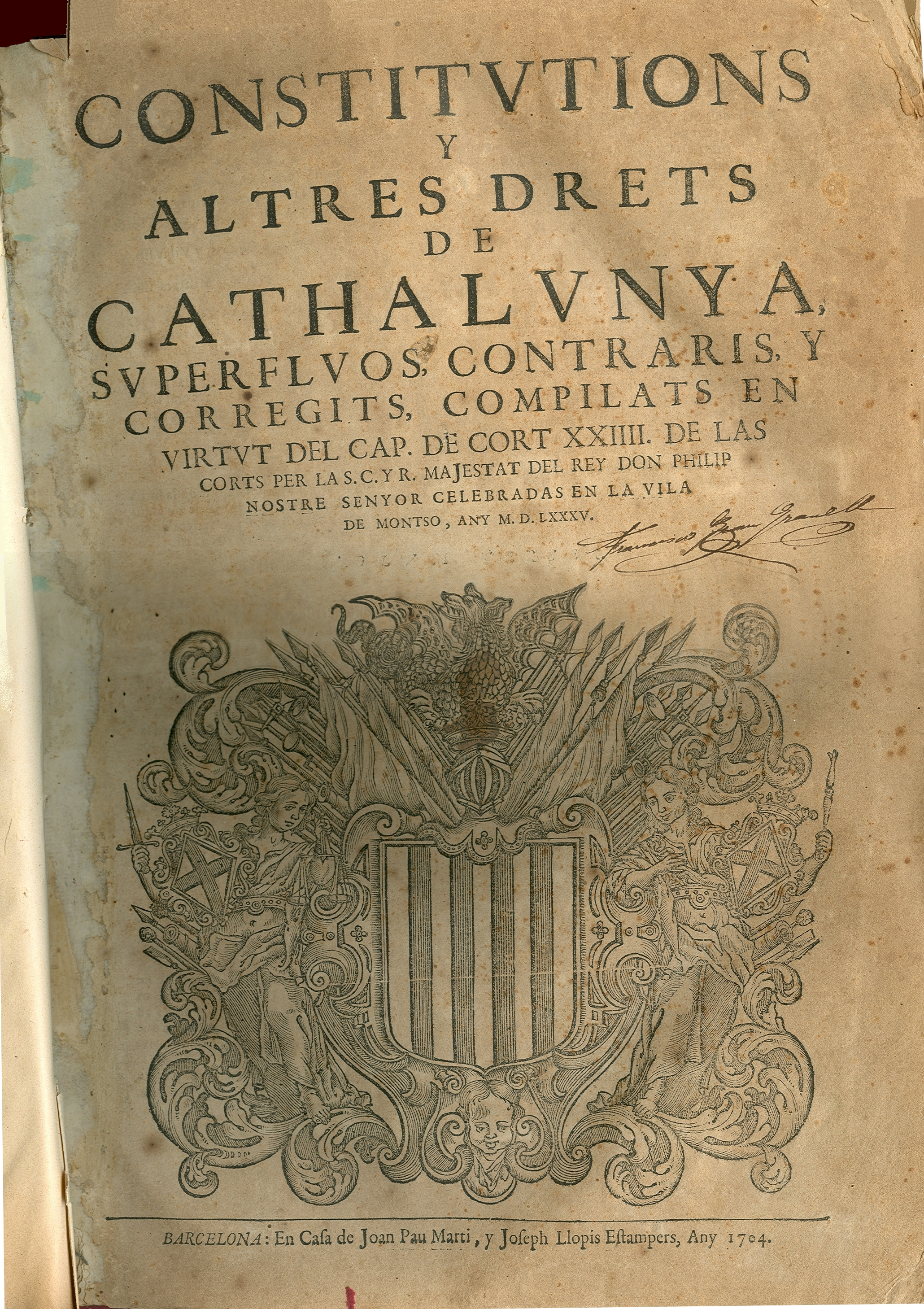
Конституція Каталонії, прийнята під час засідення арагонського парламенту у Монсоні у 1585 р.

Оспівана в літературі епоха колишнього блиску належить, у першу чергу, до періоду XII та XIII століть, коли були завойовані Валенсія, Мальорка та Сицилія, зростання чисельності населення супроводжувалось відсутністю соціальних конфліктів, а міста квітнули. Пік цього процесу припав на 1345 рік й відобразив соціальні та культурні досягнення Корони.
Після цієї дати Корона почала слабшати: демографічне зростання було призупинено вигнанням євреїв з Іспанії (1492), мудехарів (1502), морисків (1609). Вона не змогла попередити втрату Руссільйона, Мінорки та своїх італійських володінь у 1707—1716 роках, а також введення французької мови в Руссільйоні (1700) й зупинити домінування кастильської на всіх старих землях Корони в Іспанії (1707—1716).
Корона Арагону та її заклади було скасовано тільки після війни за іспанську спадщину (1702—1713 роки). Останній період війни та Утрехтський договір (1713—1714 р.р.) ознаменувалися взяттям Барселони. Декретами Нуева Планта (кат. Decrets de Nova Planta), виданими Філіпом V, королем Іспанії політико-адміністративні структури Валенсії та Арагону були знищені, їхні привілеї відмінені, а органи адміністрації були включені до кастильського уряду. Землі Корони були об'єднані з кастильськими, щоб сформувати єдину державу — Іспанія, як того вимагало централізоване керівництво нової династії Бурбонів. Після падіння Барселони було закрито каталонські університети і заборонено використання каталанської мови у діловодстві. За пів-сторіччя каталанську мову також буде заборонено викладати у початкових і середніх школах.

### Націоналістичні міфи
Брутальне поводження та покарання, що застосовувалися на територіях, що бились у війні за іспанську спадщину проти Філіпа V, і в сучасній Іспанії використовується деякими валенсійськими та каталонськими націоналістами як аргумент. Арагонці прикриваються міфом про стародавню конституцію, написану ще у середньовіччі, а каталонці пригадують свої привілеї, з якими у них асоціюється Женералітат і спротив Кастилії.
Романтизм XIX століття, що живив думки про «Піренейське королівство» відповідав скоріше баченню трубадурів XIII століття, аніж історичним реаліям Арагонської корони. Це бачення є і сьогодні як «ностальгічна програма політизованої культури».

## Монархи
| Династія                            | Арагон | Каталонія | Валенсія | Майорка | Сардинія                                                                                   | Сицилія                                                                                    | Неаполь                                                                                    |                                                                                            |
| ----------------------------------- | --- | --- | --- | --- | ------------------------------------------------------------------------------------------ | ------------------------------------------------------------------------------------------ | ------------------------------------------------------------------------------------------ | ------------------------------------------------------------------------------------------ |
| Барселонська династія               | Рамон Баранґе IV i Петроніла Арагонська (1137–1164)                                                                                         | Рамон Баранґе IV i Петроніла Арагонська (1137–1164)                                                                                         | | |                                                                                            |                                                                                            |                                                                                            |                                                                                            |
| Барселонська династія               | Альфонс ІІ Арагонський Трубадур (1164-96)                                                                                                   | | | |                                                                                            |                                                                                            |                                                                                            |                                                                                            |
| Барселонська династія               | Петро ІІ Арагонський Католик (1196–1213) | | | |                                                                                            |                                                                                            |                                                                                            |                                                                                            |
| Барселонська династія               | Яків І Арагонський Завойовник (1213-76) | | | |                                                                                            |                                                                                            |                                                                                            |                                                                                            |
| Барселонська династія               | Петро III Великий (1276-85) | Петро III Великий (1276-85) | Петро III Великий (1276-85) | Яків ІІ Мальоркський (1276–1285) |                                                                                            |                                                                                            |                                                                                            |                                                                                            |
| Барселонська династія               | Альфонс Правдивий чи Щирий (1285-91) | Альфонс Правдивий чи Щирий (1285-91) | Альфонс Правдивий чи Щирий (1285-91) | Альфонс Правдивий чи Щирий (1285-91) | Альфонс Правдивий чи Щирий (1285-91)                                                       | Яків ІІ Справедливий (1243–1311)                                                           |                                                                                            |                                                                                            |
| Барселонська династія               | Яків ІІ Справедливий(1285–1327) | Яків ІІ Справедливий(1285–1327) | Яків ІІ Справедливий(1285–1327) | (1285–1295) |                                                                                            |                                                                                            |                                                                                            |                                                                                            |
| Барселонська династія               | Яків ІІ Справедливий(1285–1327) | Яків ІІ Справедливий(1285–1327) | Яків ІІ Справедливий(1285–1327) | Яків ІІ Мальоркський (1295–1311) | Фредерик III Сицилійський (1296–1337)                                                      |                                                                                            |                                                                                            |                                                                                            |
| Барселонська династія               | Яків ІІ Справедливий(1285–1327) | Яків ІІ Справедливий(1285–1327) | Яків ІІ Справедливий(1285–1327) | Санс (Санчо) І Мальоркський (1311–1324) | Фредерик III Сицилійський (1296–1337)                                                      |                                                                                            |                                                                                            |                                                                                            |
| Барселонська династія               | Альфонс IV Лагідний(1327-36) | Альфонс IV Лагідний(1327-36) | Альфонс IV Лагідний(1327-36) | Яків III Мальоркський (1324–1349) | Фредерик III Сицилійський (1296–1337)                                                      |                                                                                            |                                                                                            |                                                                                            |
| Барселонська династія               | Петро IV Церемонний (1336-87) | Петро IV Церемонний (1336-87) | Петро IV Церемонний (1336-87) | Петро IV Церемонний (1336-87) | Петро IV Церемонний (1336-87)                                                              | Петро ІІ Сицилійський (1337–1342)                                                          |                                                                                            |                                                                                            |
| Барселонська династія               | Петро IV Церемонний (1336-87) | Петро IV Церемонний (1336-87) | Петро IV Церемонний (1336-87) | Петро IV Церемонний (1336-87) | Петро IV Церемонний (1336-87)                                                              | Людивік Дитя(1355–1377)                                                                    |                                                                                            |                                                                                            |
| Барселонська династія               | Петро IV Церемонний (1336-87) | Петро IV Церемонний (1336-87) | Петро IV Церемонний (1336-87) | Петро IV Церемонний (1336-87) | Петро IV Церемонний (1336-87)                                                              | Марія І Сицилійська(1377–1401)                                                             |                                                                                            |                                                                                            |
| Барселонська династія               | Іван (Жуан) І Мисливець (1387-96) | | | |                                                                                            |                                                                                            |                                                                                            |                                                                                            |
| Барселонська династія               | Мартин І Молодий(1395–1409) | | | |                                                                                            |                                                                                            |                                                                                            |                                                                                            |
| Барселонська династія               | Мартин І Гуманний (1396–1410) | | | |                                                                                            |                                                                                            |                                                                                            |                                                                                            |
| Компроміс Ґаспе                     | | | | |                                                                                            |                                                                                            |                                                                                            |                                                                                            |
| Династія Траст́амара                 | Фердинанд І Арагонський (1412–1416) | Фердинанд І Арагонський (1412–1416) | Фердинанд І Арагонський (1412–1416) | Фердинанд І Арагонський (1412–1416) | Фердинанд І Арагонський (1412–1416)                                                        | Фердинанд І Арагонський (1412–1416)                                                        |                                                                                            |                                                                                            |
| Династія Траст́амара                 | Альфонс V Великодушний (1416–1458) | | | |                                                                                            |                                                                                            |                                                                                            |                                                                                            |
| Династія Траст́амара                 | Іван ІІ Великий (1458–1479) | Іван ІІ Великий (1458–1479) | Іван ІІ Великий (1458–1479) | Іван ІІ Великий (1458–1479) | Іван ІІ Великий (1458–1479)                                                                | Іван ІІ Великий (1458–1479)                                                                | Фердинанд І Неапольський (1458–1494)                                                       |                                                                                            |
| Династія Траст́амара                 | Фердинанд ІІ Арагонський Католик (1479–1516)                                                                                                | | | |                                                                                            |                                                                                            | Фердинанд І Неапольський (1458–1494)                                                       |                                                                                            |
| Династія Траст́амара                 | Фердинанд ІІ Неапольський (1495–1496) | | | |                                                                                            |                                                                                            |                                                                                            |                                                                                            |
| Династія Траст́амара                 | Фредерик III Неапольський (1496–1501) | | | |                                                                                            |                                                                                            |                                                                                            |                                                                                            |
| Династія Траст́амара                 | | | | |                                                                                            |                                                                                            |                                                                                            |                                                                                            |
| Династія Траст́амара                 | (1504–1516) | | | |                                                                                            |                                                                                            |                                                                                            |                                                                                            |
| Австрійська династія                | Карл І Арагонський, він же Карл V Габсбурґ (1516–1556)                                                                                      | Карл І Арагонський, він же Карл V Габсбурґ (1516–1556)                                                                                      | Карл І Арагонський, він же Карл V Габсбурґ (1516–1556)                                                                                      | Карл І Арагонський, він же Карл V Габсбурґ (1516–1556)                                                                                      | Карл І Арагонський, він же Карл V Габсбурґ (1516–1556)                                     | Карл І Арагонський, він же Карл V Габсбурґ (1516–1556)                                     | Карл І Арагонський, він же Карл V Габсбурґ (1516–1556)                                     |                                                                                            |
| Австрійська династія                | Філіп І Арагонський, він же Філіп ІІ Іспанський (1556–1598)                                                                                 | | | |                                                                                            |                                                                                            |                                                                                            |                                                                                            |
| Австрійська династія                | Філіп ІІ Арагонський, він же Філіп III Іспанський (1598–1621)                                                                               | | | |                                                                                            |                                                                                            |                                                                                            |                                                                                            |
| Австрійська династія                | Філіп III Арагонський, він же Філіп IV Іспанський (1621–1665)                                                                               | | | |                                                                                            |                                                                                            |                                                                                            |                                                                                            |
| Австрійська династія                | Карл ІІ Арагонський, він же Карл ІІ Іспанський (1665–1700)                                                                                  | | | |                                                                                            |                                                                                            |                                                                                            |                                                                                            |
| Скасування Арагонського королівства | Війна за іспанську спадщину між Філіпом V Іспанським i ерцгерцогом Карлом VI(1702–1715)                                                     | Війна за іспанську спадщину між Філіпом V Іспанським i ерцгерцогом Карлом VI(1702–1715)                                                     | Війна за іспанську спадщину між Філіпом V Іспанським i ерцгерцогом Карлом VI(1702–1715)                                                     | Війна за іспанську спадщину між Філіпом V Іспанським i ерцгерцогом Карлом VI(1702–1715)                                                     | Війна за іспанську спадщину між Філіпом V Іспанським i ерцгерцогом Карлом VI(1702–1715)    | Війна за іспанську спадщину між Філіпом V Іспанським i ерцгерцогом Карлом VI(1702–1715)    | Війна за іспанську спадщину між Філіпом V Іспанським i ерцгерцогом Карлом VI(1702–1715)    |                                                                                            |
| Скасування Арагонського королівства | Філіп IV Арагонський і V Кастильський (1715–1746). Скавував Арагонське королівство на підставі «права завойовника» у Декретах Нуева Планта. | Філіп IV Арагонський і V Кастильський (1715–1746). Скавував Арагонське королівство на підставі «права завойовника» у Декретах Нуева Планта. | Філіп IV Арагонський і V Кастильський (1715–1746). Скавував Арагонське королівство на підставі «права завойовника» у Декретах Нуева Планта. | Філіп IV Арагонський і V Кастильський (1715–1746). Скавував Арагонське королівство на підставі «права завойовника» у Декретах Нуева Планта. | Карл VI Габсбурґ (король Сардинії до 1720, король Сицилії до 1734, король Неаполю до 1735) | Карл VI Габсбурґ (король Сардинії до 1720, король Сицилії до 1734, король Неаполю до 1735) | Карл VI Габсбурґ (король Сардинії до 1720, король Сицилії до 1734, король Неаполю до 1735) | Карл VI Габсбурґ (король Сардинії до 1720, король Сицилії до 1734, король Неаполю до 1735) |

## Прапор

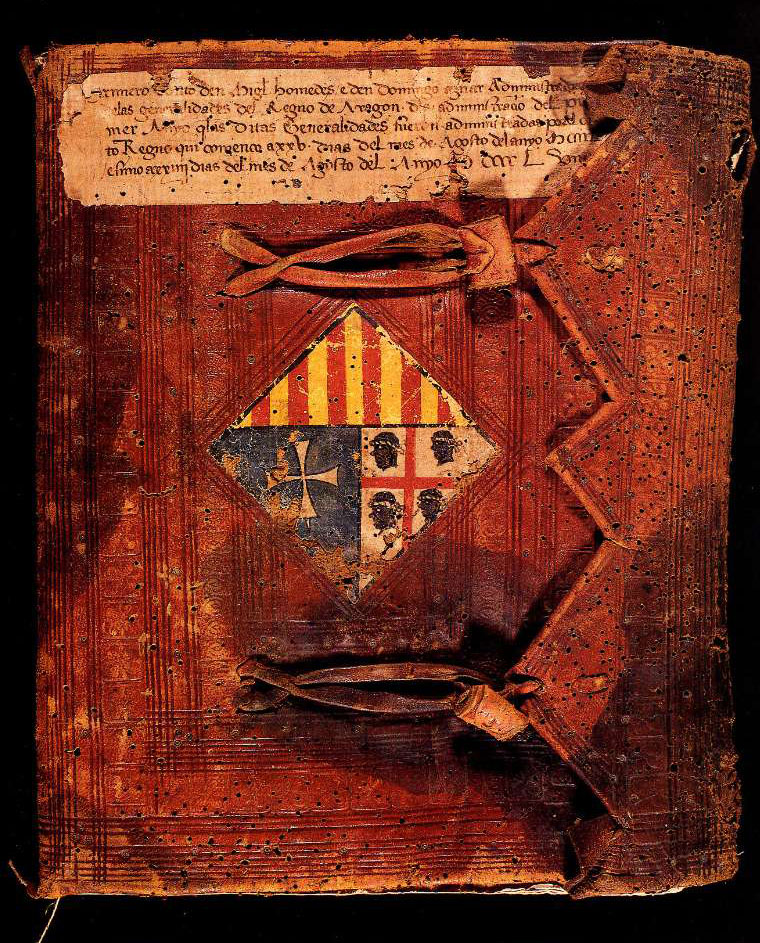
Облікова книга арагонського женералітата (1450)

Смуги Барселони стали емблемою королів. Прапор використовувався лише монархами Корони й був символом їхнього суверенітету і свідченням верховної влади. Король Мальорки Хайме III, васал королівства Арагон, також використовував герб із чотирма смугами.

## Державні інституції
Арагон, Каталонія і Валенсія мали власні законодавчі органи, відомі як кортеси. Також існували місцеві органи самоврядування — аналог сучасної генеральної депутації (ісп. diputación general) — відомі як Generalidad в Арагоні, й Generalitat в Каталонії та Валенсії.

## Столиця
Корона не мала єдиної столиці. Королівський двір до Філіпа II був кочовим. Іспанський історик Домінго Буеса вважає, що Сарагосу слід вважати політичною столицею (але не економічною чи адміністративною), оскільки коронуватись королі мали у сарагоському соборі «Ла Сео». У той самий час арагонські королі жили в Барселоні, що дозволяє, на думку інших істориків, визнавати столицею саме її.

## Землі корони

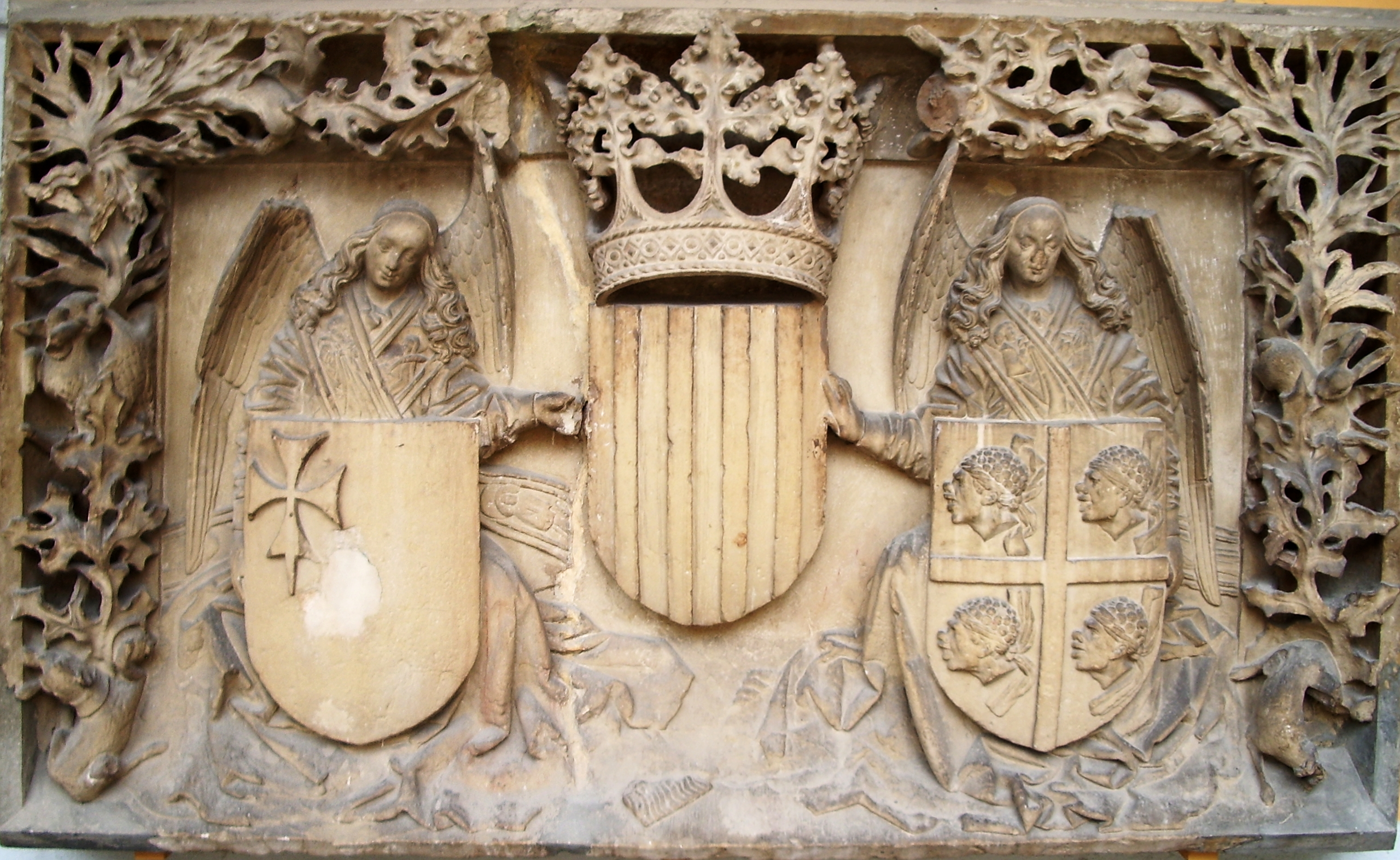
Герби держав Арагонської корони.
Барельєф на будівлі депутації в Сарагосі

- Арагонське королівство
- Каталонське князівство
- Валенсійське королівство
- Майорканське королівство
- Руссільйонське графство
- Князівство Андорра
- Неаполітанське королівство
- Сицилійське королівство
- Сардинське королівство
- Корсика
- Афінське герцогство
- Неопатрійське герцогство
- Мальта
- Урхельське графство

## Мови

Розширення Арагонського королівства у XI—XIV ст. (на мапі показано лише Іберійський п-ів та Балеарські о-ви) та поширення території вживання каталанської та арагонської мов

На відповідних територіях королівства офіційно (у діловодстві, листуванні) вживалися різні мови (арабська, арагонська, баскійська, каталонська, грецька, окситанська, сардська, різні мови Італії). Найчастіше у письмовому вжитку користувалися латиною. У XIV ст. королівська канцелярія користувалася трьома мовами — каталонською, арагонською та латиною.
Використання мов:
- для дипломатичного спілкування використовували латину, зокрема у листуванні з Англією, Францією, Італією та нехристиянами.
- для спілкування з папою римським використовували каталонську.
- з французькими королями також використовували французьку мову.
- з королями Кастилії та Португалії використовували арагонську або арагонсько-кастильський суржик (середньовічну штучну кастильську мову для міжнародного спілкування).
- арагонська також використовувалася для листування з мусульманськими володарями Гранади (Андалусія) та Марокко.
- для спілкування з мусульманськими правителями, що знаходилися у Каїрі та з володарями Вірменії користувалися каталонською.